# ۲٬۴٬۶-تریس (تری‌نیترومتیل)-۵٬۳٬۱-تری‌آزین
۲،۴،۶-تریس(تری‌نیترومتیل)-۵،۳،۱-تری‌آزین (به انگلیسی: 2,4,6-Tris(trinitromethyl)-1,3,5-triazine) با فرمول شیمیایی C۶N۱۲O۱۸ یک ترکیب شیمیایی است. که جرم مولی آن ۵۲۸٫۱۳ g/mol می‌باشد. 